# 담뱃갑

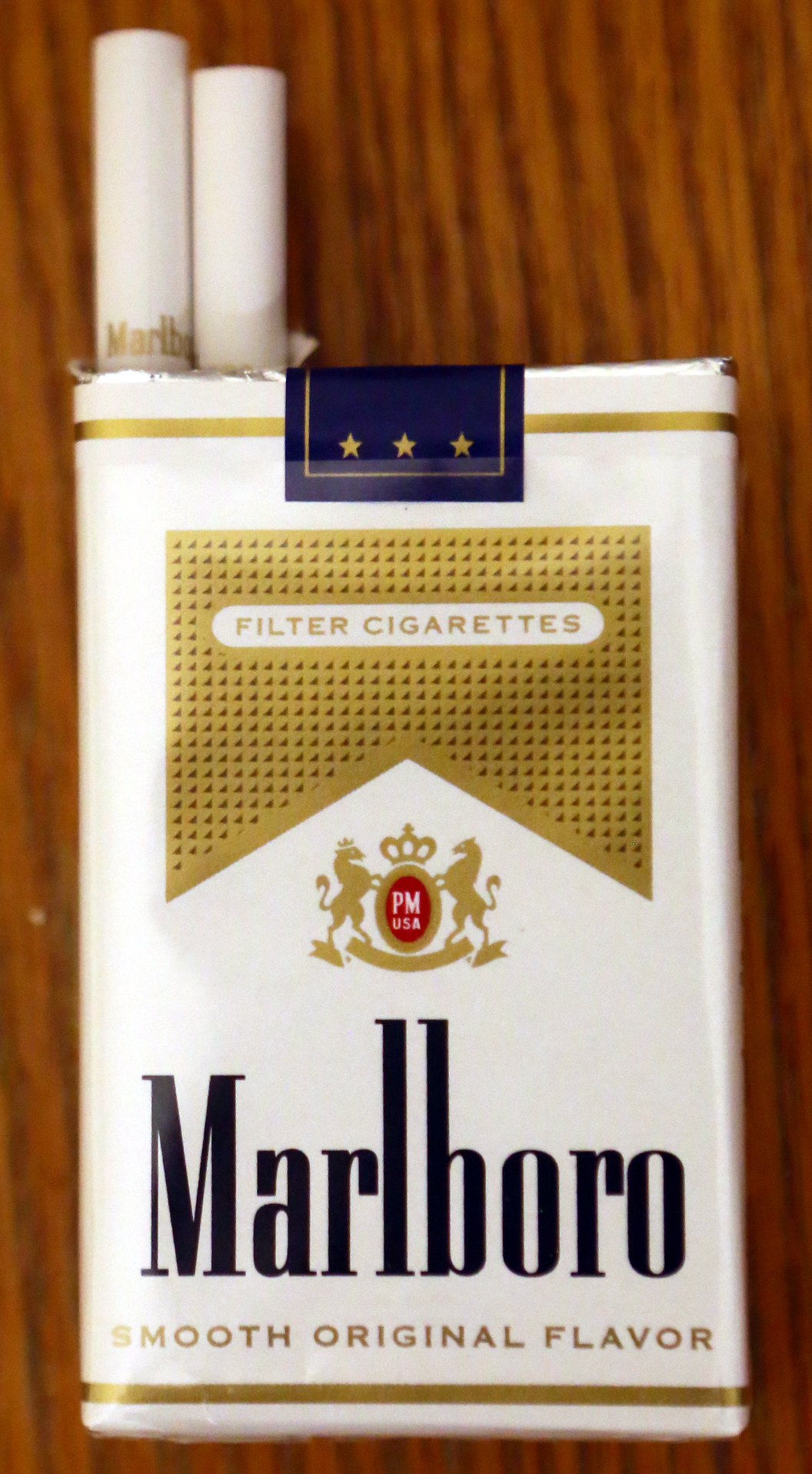
말보로 골드의 담뱃갑

담뱃갑은 담배를 보관하기 위한 제품으로, 대부분 판지로 만든 직사각형 용기다. 이 팩은 냄새를 보호하는 호일, 종이, 플라스틱으로 디자인되었으며 투명한 밀폐 플라스틱 필름을 통해 밀봉되었다. 담뱃갑에는 판매되는 국가에 따라 경고 메시지가 포함되는 경우가 많다. 유럽 연합에서는 대부분의 담배 경고가 표준화되어 있다.